# 鬼瓦
鬼瓦（おにがわら）は、瓦葺き屋根の棟端に設置される装飾性のある瓦の総称。
単に「鬼」と呼ばれることもある。厄除けと装飾が目的とされるものも多い。

## 歴史
ローマ帝国のパルミラにおいて、建物の入口の上に厄除けとしてメドゥーサを設置する文化（ゴルゴネイオン）があった。この文化がシルクロード経由で中国に伝来し、日本では奈良時代に唐文化を積極的に取り入れだした頃、急速に全国に普及したとされる。

## 特色
鬼瓦は、棟の端に付ける雨仕舞いの役割を備えた瓦。凹凸が少ない古段階のものを鬼板と呼ぶこともある。一般的に鬼瓦といえば、鬼面の有無にかかわらず棟瓦の端部に付けられた役瓦のことをいい、機能を表す呼称として棟端飾瓦もあるが一般的ではない。鬼瓦に付される鬼のモティーフは辟邪（魔よけ）の意味をもつとされる。
近世以降の鬼瓦には。鬼の顔を彫刻したものから、シンプルな造形の「州浜」（すはま）や「陸」（ろく）と呼ばれるものや蓮の華をあらわしたもの、また、家紋や福の神がついたものなどがある。
古くは日本では蓮の文様が多かったが、奈良時代以降は鬼面（きめん）が主流になったため、鬼瓦と呼ばれるようになった。後には、鬼面がなくとも鬼瓦と呼ばれるようになった。

## 産地
鬼瓦を製作する瓦職人を鬼師と呼び、2021年（令和3年）時点で全国に70人から80人の鬼師がいるとされるが、うち約50人は三河国の三州瓦の製造地域を拠点としている。
- 愛知県西三河地域 - 主要産地は同県の高浜市、碧南市、半田市。三州鬼瓦工芸品が県の伝統的工芸品に指定[5]。
- 山梨県南アルプス市 - 同市の加賀美地区が主な産地。江戸時代に三河の職人から技術が伝わった[6]。甲州鬼瓦が県の伝統的工芸品に指定[7]。
- 埼玉県小川町 - 明治時代から鬼瓦の生産が盛んにおこなわれた[8]。鬼瓦・武州磨き本瓦が埼玉県伝統的手工芸品とされる[9]。
- 兵庫県南あわじ市 - 旧西淡町が主要生産地。淡路鬼瓦が県の伝統的工芸品に指定[10]。
- 滋賀県大津市 - いぶし鬼瓦が県の伝統的工芸品に指定[11]。

## さまざまな鬼瓦

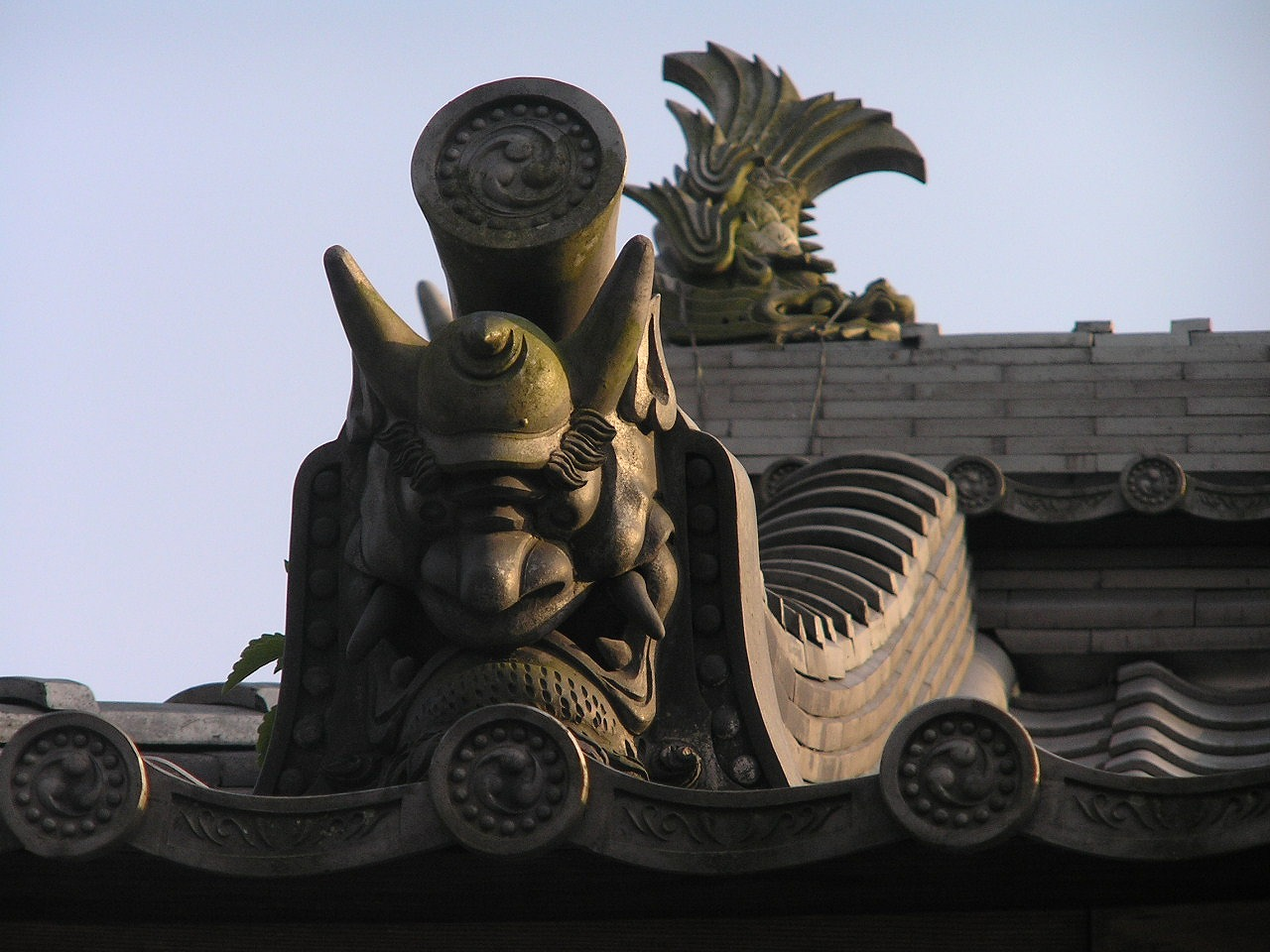
浄土寺鬼瓦
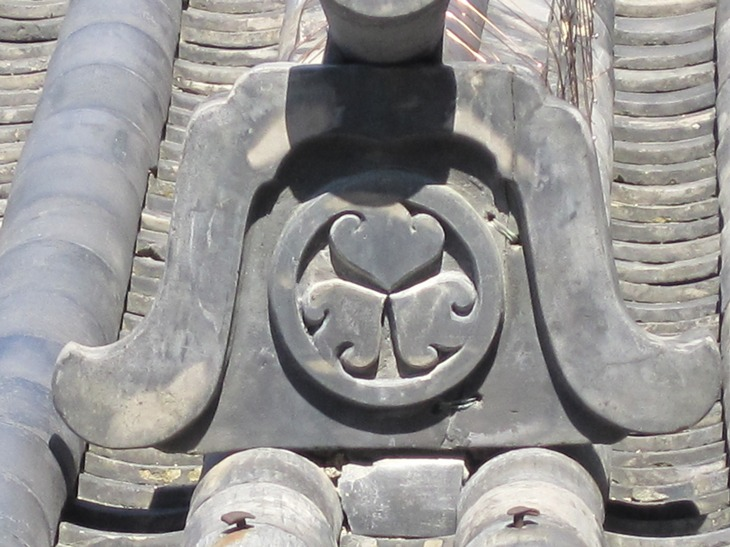
二条城の鬼瓦。簡略化された三つ葉葵紋が入っている。
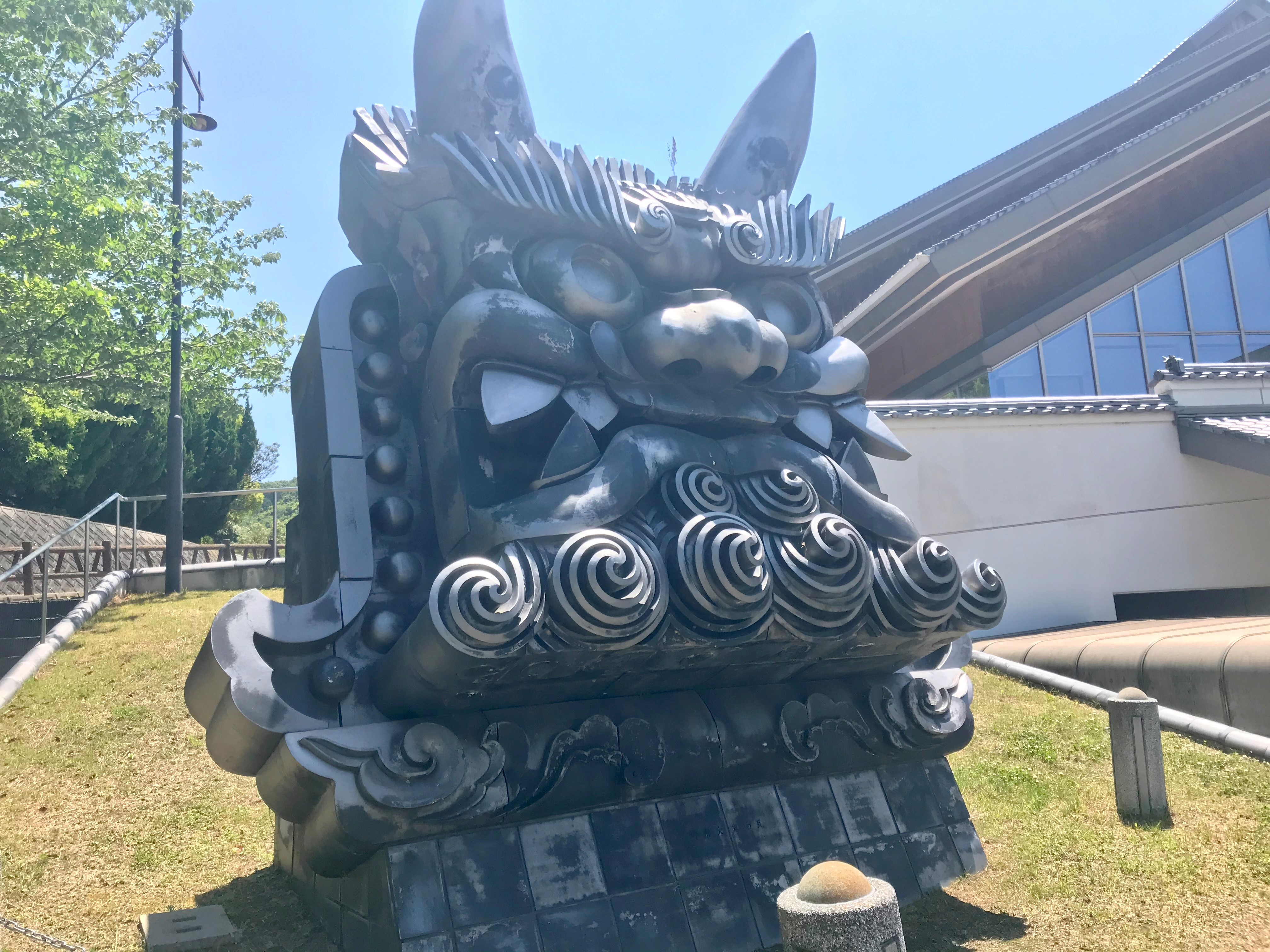
菊間瓦による吽形大鬼面瓦(愛媛県武道館親子鬼)/菊間緑の広場公園運動場
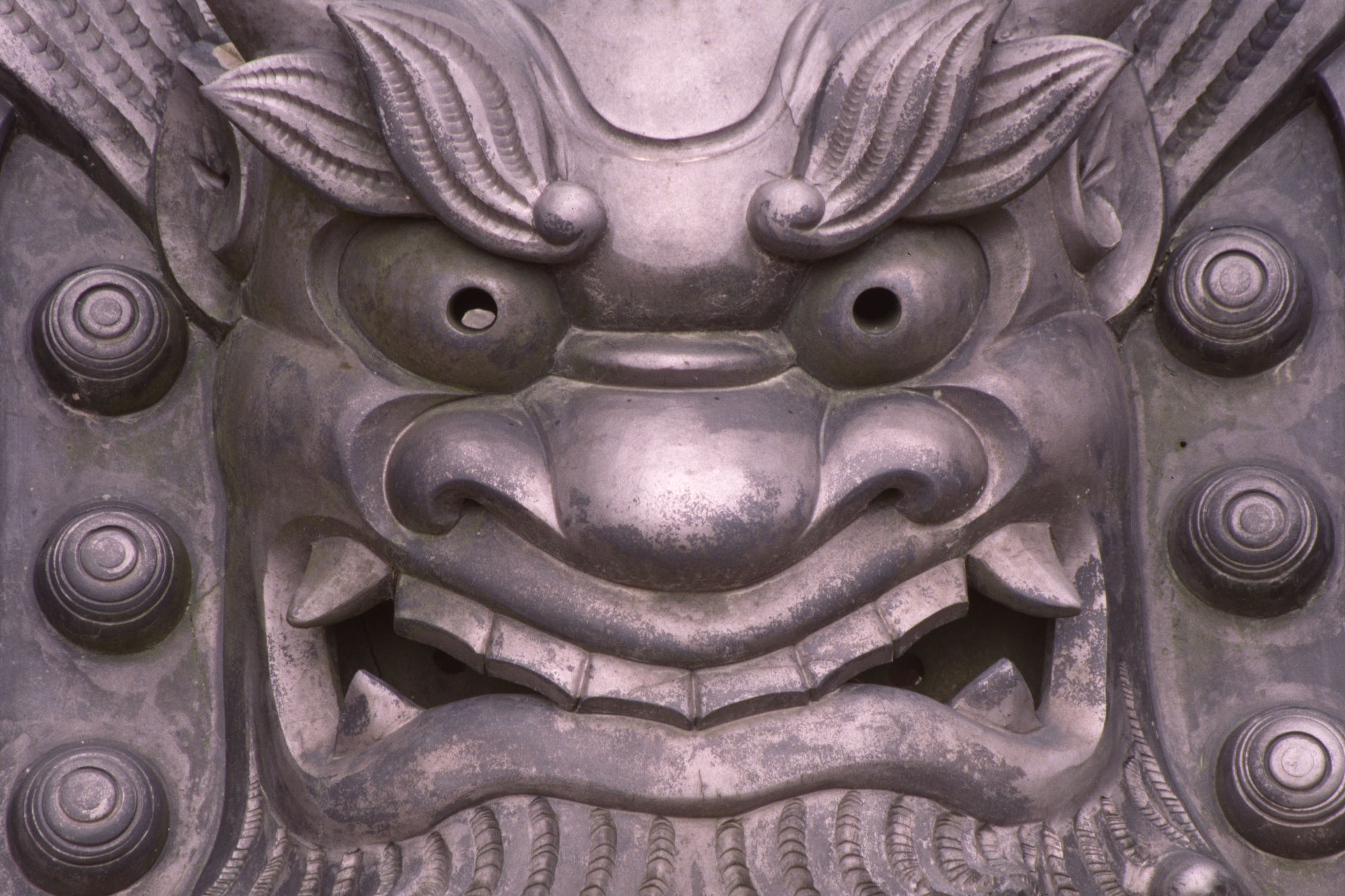
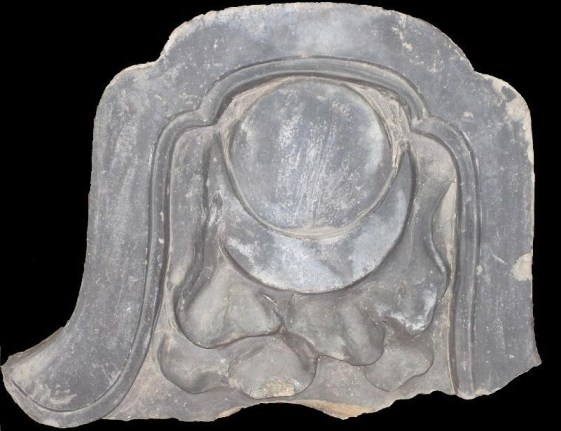
鏡（御神体）あるいは太陽と月を表した鬼瓦
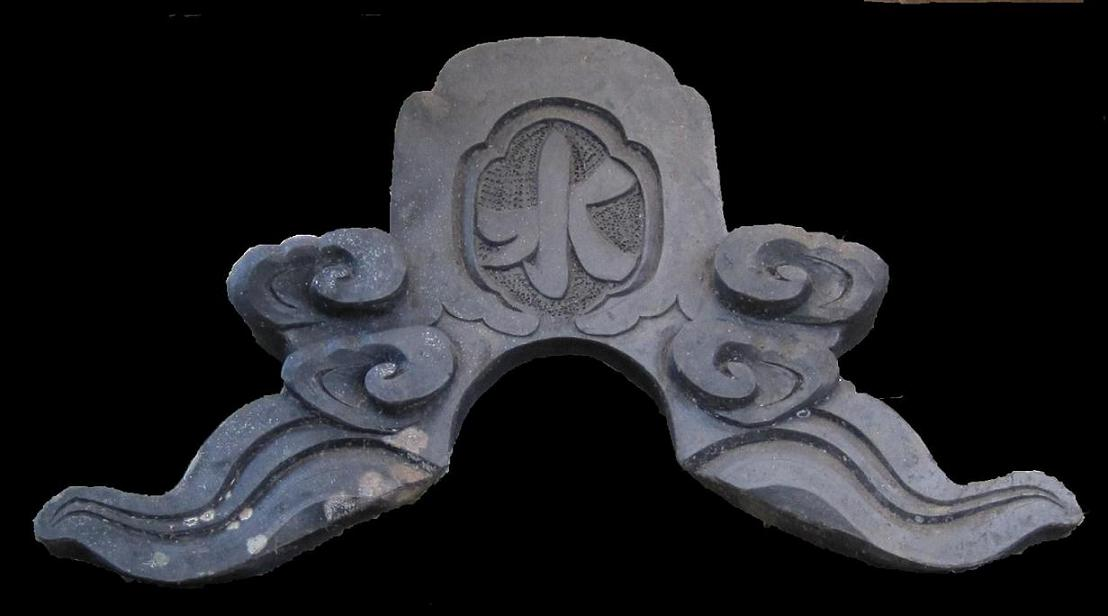
火事にならないようにと「水」の字を配した鬼瓦
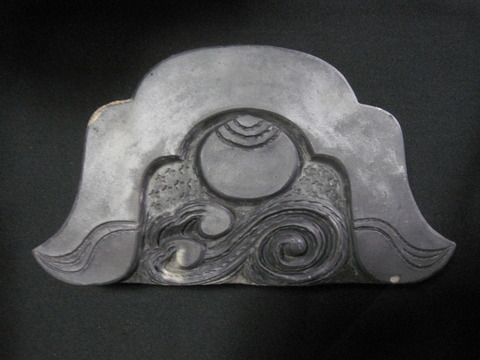
波に如意宝珠
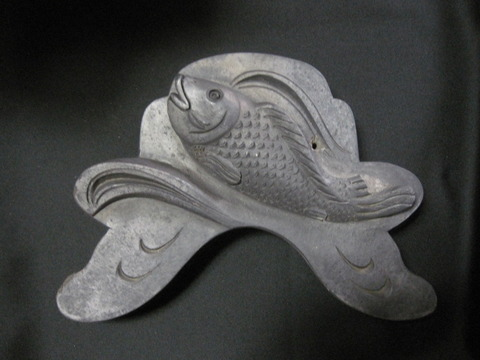
鯉
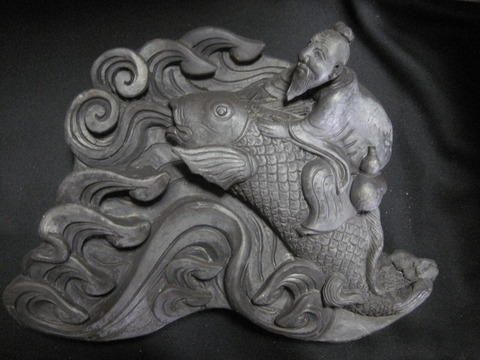
琴高仙人
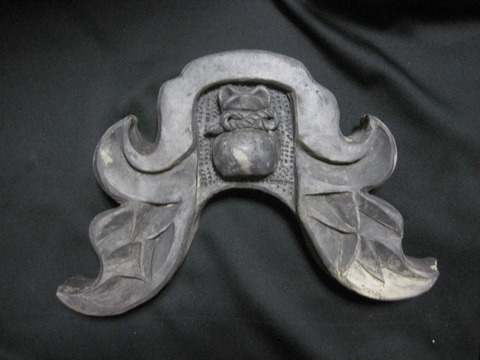
巾着袋
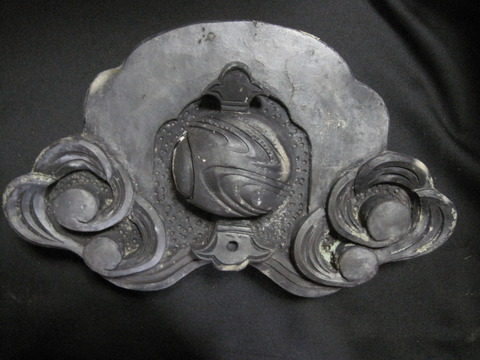
打出の小槌

## 作品
- 狂言
  - 演目のひとつに「鬼瓦」が存在する。ある大名が鬼瓦を見て、故郷に残した妻を思い出して泣いてしまうという話である。
  - 狂言師の和泉元彌がプロレスに参戦した際には、母親の和泉節子率いる応援団が「セッチー鬼瓦軍団」を名乗った。前記の狂言の演目にちなんでの命名である。
- 鬼瓦（お笑い）
  - お笑い芸人の春日俊彰（オードリー）の持ちギャグで「鬼瓦」が存在する。これは白目を向き気が狂った表情に両手で顔を四角形に形取って「鬼瓦！」と発しながら鬼瓦の真似を行う。白目以外は般若の面のものまねに近い。
- セイクリッドセブン（アニメ）
  - キャラクターとして「鬼瓦」が登場する。鎌倉大仏殿の鬼瓦がセイクリッドセブンという隕石に触れたことで自我を得たというキャラクターで、いつもヒロインと一緒に登場するためペットのような存在として描かれている。
- 火の鳥 鳳凰編 我王の冒険（TVゲーム、ファミリーコンピュータ用ソフト)
  - アイテムとして登場、足場にしたりモンスターの足止めに使用する。
- がきデカ
  - 魔除けが効き過ぎる鬼瓦のせいで、こまわりの父親が病気になったエピソードがある。
- さんかく屋根街アパート
  - 藤末さくらによる漫画作品。鬼師になるために帰郷した女性を描く。